# تصفيات كوبا أمريكا 2024
سيتم التنافس على ملحق تصفيات كوبا أمريكا 2024 أو المباريات الفاصلة من قبل أربعة فرق من الكونكاكاف لكسب المركزين الأخيرين في كوبا أمريكا 2024. ستكون هذه هي المرة الثانية التي يتم فيها تنظيم بطولة تأهيلية لفرق الكونكاكاف للدخول في كوبا أمريكا. ستقام كلتا المباراتين الفاصلتين على ملعب تويوتا في فريسكو.

## الخلفية
بعد توقيع اتفاقية تعاون استراتيجي بين الكونكاكاف و كونميبول في يناير من عام 2023 ، سيسمح لستة فرق من الكونكاكاف بالانضمام إلى الدول العشر الأعضاء في الكومنيبول في كوبا أمريكا 2024. تأهل الفائزون الأربعة في مباراتي الذهاب والإياب ربع نهائي دوري أمم الكونكاكاف 2023–24 إلى كوبا أمريكا، بينما تم إقران المتأهلين الخاسرين في ربع النهائي للعب في مباراتين فاصلتين من مباراة فاصلة من مباراة واحدة للتأهل النهائي إلى البطولة.

## التأهل عبر دوري الأمم الكونكاكاف

### مرحلة الدوري
| م | الفريق           | لعب | نقاط |
| - | ---------------- | --- | ---- |
| 1 | بنما             | 4   | 10   |
| 2 | ترينيداد وتوباغو | 4   | 9    |
| 3 | مارتينيك         | 4   | 7    |
| 4 | غواتيمالا        | 4   | 4    |
| 5 | كوراساو (R)      | 4   | 3    |
| 6 | السلفادور (R)    | 4   | 1    |

| م | الفريق      | لعب | نقاط |
| - | ----------- | --- | ---- |
| 1 | جامايكا     | 4   | 10   |
| 2 | هندوراس     | 4   | 7    |
| 3 | سورينام     | 4   | 5    |
| 4 | كوبا        | 4   | 5    |
| 5 | هايتي (R)   | 4   | 3    |
| 6 | غرينادا (R) | 4   | 1    |

| المركز | الفريق           | التصنيف | النقاط |
| ------ | ---------------- | ------- | ------ |
| 1      | المكسيك          | 1       | 1,967  |
| 2      | الولايات المتحدة | 2       | 1,909  |
| 3      | كندا             | 4       | 1,729  |
| 4      | كوستاريكا        | 5       | 1,676  |

### ربع النهائي
لعبت مباريات الذهاب في الفترة من 16 إلى 18 نوفمبر، ومباريات الإياب في 20 و 21 نوفمبر 2023.
| الفريق الأول     | إجم.         | الفريق الثاني    | مباراة الذهاب | مباراة الإياب |
| ---------------- | ------------ | ---------------- | ------------- | ------------- |
| كوستاريكا        | 1–6          | بنما             | 0–3           | 1–3           |
| جامايكا          | 4–4 (أ.خ.د)  | كندا             | 1–2           | 3–2           |
| الولايات المتحدة | 4–2          | ترينيداد وتوباغو | 3–0           | 1–2           |
| هندوراس          | 2–2 (2–4 ج.) | المكسيك          | 2–0           | 0–2 (ب.و.إ.)  |

## الإختصار
تم تحديد المباريات الفاصلة بناء على تصنيفات الكونكاكاف اعتبارا من 22 نوفمبر 2023.
| المركز | الفريق           | التصنيف | النقاط |
| ------ | ---------------- | ------- | ------ |
| 1      | كندا             | 4       | 1,710  |
| 2      | كوستاريكا        | 5       | 1,617  |
| 3      | هندوراس          | 7       | 1,454  |
| 4      | ترينيداد وتوباغو | 10      | 1,375  |

المباريات هي كما يلي:
- الفريق المصنف الأول ضد الفريق المصنف الرابع
- الفريق المصنف الثاني ضد الفريق المصنف ثالثا

## المباريات الفاصلة
| كندا | ضد | ترينيداد وتوباغو |
| ---- | -- | ---------------- |
|      |    |                  |

سيتأهل الفريق الفائز إلى المجموعة الأولى من كوبا أمريكا.
| كوستاريكا | ضد | هندوراس |
| --------- | -- | ------- |
|           |    |         |

سيتأهل الفريق الفائز إلى المجموعة الرابعة من كوبا أمريكا.

## الفرق المتأهلة لكوبا أمريكا
تأهلت الفرق الستة التالية من الكونكاكاف كضيوف لكوبا أمريكا 2024 في الولايات المتحدة.
| الفريق           | متأهل في       | المشاركات السابقة في كوبا أمريكا1                               |
| ---------------- | -------------- | --------------------------------------------------------------- |
| الولايات المتحدة | 20 نوفمبر 2023 | 4 (1993، 1995، 2007, 2016)                                      |
| بنما             | 20 نوفمبر 2023 | 1 (2016)                                                        |
| جامايكا          | 21 نوفمبر 2023 | 2 (2015، 2016)                                                  |
| المكسيك          | 21 نوفمبر 2023 | 10 (1993، 1995، 1997، 1999، 2001، 2005، 2007، 2011، 2015، 2016) |
|                  | 23 مارس 2024   |                                                                 |
|                  | 23 مارس 2024   |                                                                 |

1الخط المائل يشير إلى المضيف لتلك السنة.